# ATP World Tour Finals 2012
El Barclays ATP World Tour Finals 2012, també anomenada Copa Masters masculina 2012, és l'esdeveniment que tanca la temporada 2012 de tennis en categoria masculina. La 43a edició en individual i la 37a en dobles es van celebrar sobre pista dura entre el 5 i el 12 de novembre de 2012 al The O2 arena de Londres, Regne Unit.
El tennista serbi Novak Đoković va aconseguir el sisè títol individual de la temporada i la seva segona Copa Masters (2008). La parella formada pels catalans Marcel Granollers i Marc López van guanyar el tercer títol de l'any i el més important de la seva carrera.

## Individuals

### Classificació
| Rq | Jugador               | Punts  | Torneigs | Data de classificació  |
| -- | --------------------- | ------ | -------- | ---------------------- |
| 1  | Novak Đoković         | 11.410 | 14       | 9 de juliol de 2012    |
| 2  | Roger Federer         | 9.255  | 16       | 9 de juliol de 2012    |
| 3  | Andy Murray           | 7.510  | 16       | 11 de setembre de 2012 |
| −  | Rafael Nadal          | 6.840  | 15       | 9 de juliol de 2012    |
| 4  | David Ferrer          | 4.780  | 21       | 15 d'octubre de 2012   |
| 5  | Tomáš Berdych         | 4.225  | 21       | 22 d'octubre de 2012   |
| 6  | Juan Martín del Potro | 3.740  | 18       | 25 d'octubre de 2012   |
| 7  | Jo-Wilfried Tsonga    | 3.490  | 25       | 1 de novembre de 2012  |
| 8  | Janko Tipsarević      | 3.080  | 27       | 1 de novembre de 2012  |
| S1 | Richard Gasquet       |        |          |                        |
| S2 | Nicolás Almagro       |        |          |                        |

### Fase grups

#### Grup A
| Rq | Jugador            | N. Đoković    | A. Murray     | T. Berdych    | J-W. Tsonga   | V − D | Sets  | Jocs    | C |
| -- | ------------------ | ------------- | ------------- | ------------- | ------------- | ----- | ----- | ------- | - |
| 1  | Novak Đoković      |               | 4−6, 6−3, 7−5 | 6−2, 7−6(6)   | 7−6(4), 6−3   | 3 − 0 | 6 − 1 | 43 − 31 | 1 |
| 3  | Andy Murray        | 6−4, 3−6, 5−7 |               | 3−6, 6−3, 6−4 | 6−2, 7−6(3)   | 2 − 1 | 5 − 3 | 42 − 38 | 2 |
| 5  | Tomáš Berdych      | 2−6, 6−7(6)   | 3−6, 6−3, 4−6 |               | 7−5, 3−6, 6−1 | 1 − 2 | 3 − 5 | 37 − 40 | 3 |
| 7  | Jo-Wilfried Tsonga | 6−7(4), 3−6   | 2−6, 6−7(3)   | 5−7, 6−3, 1−6 |               | 0 − 3 | 1 − 6 | 29 − 42 | 4 |

#### Grup B
| Rq | Jugador          | R. Federer       | D. Ferrer     | J.M. del Potro   | J. Tipsarević | V − D | Sets  | Jocs    | C |
| -- | ---------------- | ---------------- | ------------- | ---------------- | ------------- | ----- | ----- | ------- | - |
| 2  | Roger Federer    |                  | 6−4, 7−6(5)   | 6−7(3), 6−4, 3−6 | 6−3, 6−1      | 2 − 1 | 5 − 2 | 40 − 31 | 1 |
| 4  | David Ferrer     | 4−6, 6−7(5)      |               | 6−3, 3−6, 6−4    | 4−6, 6−3, 6−1 | 2 − 1 | 4 − 4 | 41 − 36 | 3 |
| 6  | J.M. del Potro   | 7−6(3), 4−6, 6−3 | 3−6, 6−3, 4−6 |                  | 6−0, 6−4      | 2 − 1 | 4 − 4 | 42 − 34 | 2 |
| 8  | Janko Tipsarević | 3−6, 1−6         | 6−4, 3−6, 1−6 | 0−6, 4−6         |               | 0 − 3 | 1 − 6 | 18 − 40 | 4 |

### Fase final
|  | Semifinals | Semifinals            | Semifinals    | Semifinals | Semifinals |             |   | Final         | Final | Final | Final | Final |
|  |            |                       |               |            |            |             |   |               |       |       |       |       |
|  | 1          | Novak Đoković         | 4             | 6          | 6          |             |   |               |       |       |       |       |
|  | 6          | Juan Martín del Potro | 6             | 3          | 2          |             |   |               |       |       |       |       |
|  | 6          | Juan Martín del Potro | 6             | 3          | 2          |             | 1 | Novak Đoković | 7     | 7     |       |       |
|  |            |                       |               |            |            |             | 1 | Novak Đoković | 7     | 7     |       |       |
|  |            | 2                     | Roger Federer | 6⁶         | 5          |             |   |               |       |       |       |       |
|  | 3          | 2                     | Roger Federer | 6⁶         | 5          | Andy Murray | 5 | 2             |       |       |       |       |
|  | 3          |                       |               |            |            | Andy Murray | 5 | 2             |       |       |       |       |
|  | 2          | Roger Federer         | 7             | 6          |            |             |   |               |       |       |       |       |

## Dobles

### Classificació
| Rq | Jugador                                  | Punts | Torneigs | Data de classificació |
| -- | ---------------------------------------- | ----- | -------- | --------------------- |
| 1  | Bob Bryan · Mike Bryan                   | 9.485 | 22       | 12 d'agost de 2012    |
| 2  | Maks Mirni · Daniel Nestor               | 6.675 | 20       | 9 d'agost de 2012     |
| 3  | Leander Paes · Radek Štěpánek            | 6.265 | 12       | 6 d'octubre de 2012   |
| 4  | Robert Lindstedt · Horia Tecău           | 5.965 | 23       | 19 d'agost de 2012    |
| 5  | Mahesh Bhupathi · Rohan Bopanna          | 4.455 | 22       | 2 de novembre de 2012 |
| 6  | Marcel Granollers · Marc López           | 4.360 | 18       | 22 d'octubre de 2012  |
| 7  | Aisam-Ul-Haq Qureshi · Jean-Julien Rojer | 4.145 | 24       | 1 de novembre de 2012 |
| 8  | Jonathan Marray · Frederik Nielsen       | 2.180 | 6        | 15 d'octubre de 2012  |
| S1 | Mariusz Fyrstenberg · Marcin Matkowski   |       |          |                       |
| S2 | Colin Fleming · Ross Hutchins            |       |          |                       |

### Fase grups

#### Grup A
| Rq | Jugador                            | B. Bryan · M. Bryan | L. Paes · R. Štěpánek | M. Granollers · M. López | A-U-H. Qureshi · J-J. Rojer | V − D | Sets  | Jocs    | C |
| -- | ---------------------------------- | ------------------- | --------------------- | ------------------------ | --------------------------- | ----- | ----- | ------- | - |
| 1  | Bob Bryan · Mike Bryan             |                     | 4−6, 7−6(6), [7−10]   | 5−7, 7−5, [9−11]         | 7−5, 6−4                    | 1 − 2 | 4 − 4 | 36 − 35 | 3 |
| 3  | Leander Paes · Radek Štěpánek      | 6−4, 6−7(6), [10−7] |                       | 7−5, 6−4                 | 6−4, 7−5                    | 3 − 0 | 6 − 1 | 39 − 29 | 1 |
| 6  | Marcel Granollers · Marc López     | 7−5, 5−7, [11−9]    | 5−7, 4−6              |                          | 6−4, 6−2                    | 2 − 1 | 4 − 3 | 34 − 31 | 2 |
| 7  | A-U-H. Qureshi · Jean-Julien Rojer | 5−7, 4−6            | 4−6, 5−7              | 4−6, 2−6                 |                             | 0 − 3 | 0 − 6 | 24 − 38 | 4 |

#### Grup B
| Rq | Jugador                            | M. Mirni · D. Nestor   | R. Lindstedt · H. Tecău | M. Bhupathi · R. Bopanna | J. Marray · F. Nielsen | V − D | Sets  | Jocs    | C |
| -- | ---------------------------------- | ---------------------- | ----------------------- | ------------------------ | ---------------------- | ----- | ----- | ------- | - |
| 2  | Maks Mirni · Daniel Nestor         |                        | 4−6, 7−6(1), [12−10]    | 6−7(5), 7−6(5), [5−10]   | 6−7(3), 6−4, [10−12]   | 1 − 2 | 4 − 5 | 37 − 38 | 3 |
| 4  | Robert Lindstedt · Horia Tecău     | 6−4, 6−7(1), [10−12]   |                         | 3−6, 7−5, [5−10]         | 6−3, 7−5               | 1 − 2 | 4 − 4 | 35 − 32 | 4 |
| 5  | Mahesh Bhupathi · Rohan Bopanna    | 7−6(5), 6−7(5), [10−5] | 6−3, 5−7, [10−5]        |                          | 4−6, 7−6(1), [10−12]   | 2 − 1 | 5 − 4 | 37 − 36 | 2 |
| 8  | Jonathan Marray · Frederik Nielsen | 7−6(3), 4−6, [12−10]   | 3−6, 5−7                | 6−4, 6−7(1), [12−10]     |                        | 2 − 1 | 4 − 4 | 33 − 36 | 1 |

### Fase final
|  | Semifinals | Semifinals                         | Semifinals                     | Semifinals | Semifinals |      |                                | Final                           | Final | Final | Final | Final |
|  |            |                                    |                                |            |            |      |                                |                                 |       |       |       |       |
|  | 3          | Leander Paes · Radek Štěpánek      | 6                              | 1          | [10]       |      |                                |                                 |       |       |       |       |
|  | 5          | Mahesh Bhupathi · Rohan Bopanna    | 4                              | 6          | [12]       |      |                                |                                 |       |       |       |       |
|  | 5          | Mahesh Bhupathi · Rohan Bopanna    | 4                              | 6          | [12]       |      | 5                              | Mahesh Bhupathi · Rohan Bopanna | 5     | 6     | [3]   |       |
|  |            |                                    |                                |            |            |      | 5                              | Mahesh Bhupathi · Rohan Bopanna | 5     | 6     | [3]   |       |
|  |            | 6                                  | Marcel Granollers · Marc López | 7          | 3          | [10] |                                |                                 |       |       |       |       |
|  | 6          | 6                                  | Marcel Granollers · Marc López | 7          | 3          | [10] | Marcel Granollers · Marc López | 6                               | 6     |       |       |       |
|  | 6          |                                    |                                |            |            |      | Marcel Granollers · Marc López | 6                               | 6     |       |       |       |
|  | 8          | Jonathan Marray · Frederik Nielsen | 4                              | 3          |            |      |                                |                                 |       |       |       |       |